# Coeleumenes rufopetiolatus
Coeleumenes rufopetiolatus är en stekelart som först beskrevs av Wickward 1908.  Coeleumenes rufopetiolatus ingår i släktet Coeleumenes och familjen Eumenidae. Inga underarter finns listade i Catalogue of Life.